# Eisenibacter elegans
Eisenibacter elegans ist eine Art von Bakterien, die zu der Abteilung der Bacteroidetes gehört und ist die Typusart der Gattung.

## Erscheinungsbild
Eisenibacter elegans bildet lange Zellfäden mit einer Breite von 0,4 – 0,5 µm und einer Länge von 50 µm. Oft sind die Filamente noch länger, seltener kürzer, im Bereich von 10 bis 20 µm. Die Enden der Filamente sind abgerundet. Eisenibacter elegans ist durch Gleiten motil und sehr aktiv. Flagellen sind nicht vorhanden. Sporen werden nicht gebildet. Der Gram-Test ist negativ. Die Kolonien sind durch Karotinoide orange gefärbt. Das Hauptcarotinoid ist Saproxanthin. Der Katalase-Test ist negativ, der Oxidase-Test positiv.

## Wachstum und Stoffwechsel
Eisenibacter elegans ist streng aerob und chemo-organotroph. Der Stoffwechsel ist die Atmung. Obwohl es im Süßwasser vorkommt, toleriert es Salzgehalt und wächst auch auf Medien mit Meereswasser. Die optimale Temperatur für das Wachstum liegt bei 30 °C, der pH-Wert bei 7.

## Systematik
Eisenibacter elegans zählt zu der Familie der Microscillaceae, die wiederum zu der Klasse Cytophagia gestellt wird und ist die Typusart und gleichzeitig die einzige Art von Eisenibacter. Das Basonym der Art, Flexibacter elegans, wurde ursprünglich zu der Familie der Cytophagaceae, die ebenfalls in der Ordnung der Cytophagales geführt wird, gestellt. Aufgrund weiterer genetischer Untersuchungen der Arten der Abteilung Bacteroidetes stellte sich die ursprüngliche systematische Zuordnung vieler Arten der Gattung Flexibacter als nicht mehr haltbar dar und die Mehrzahl der Arten wurden anderen Gattungen zugestellt.